# Rio Neri
O rio Neri é um curso de água no sul da Etiópia é uum afluente do rio Mago, que por sua vez é fluente do rio Omo.